# پیگارو

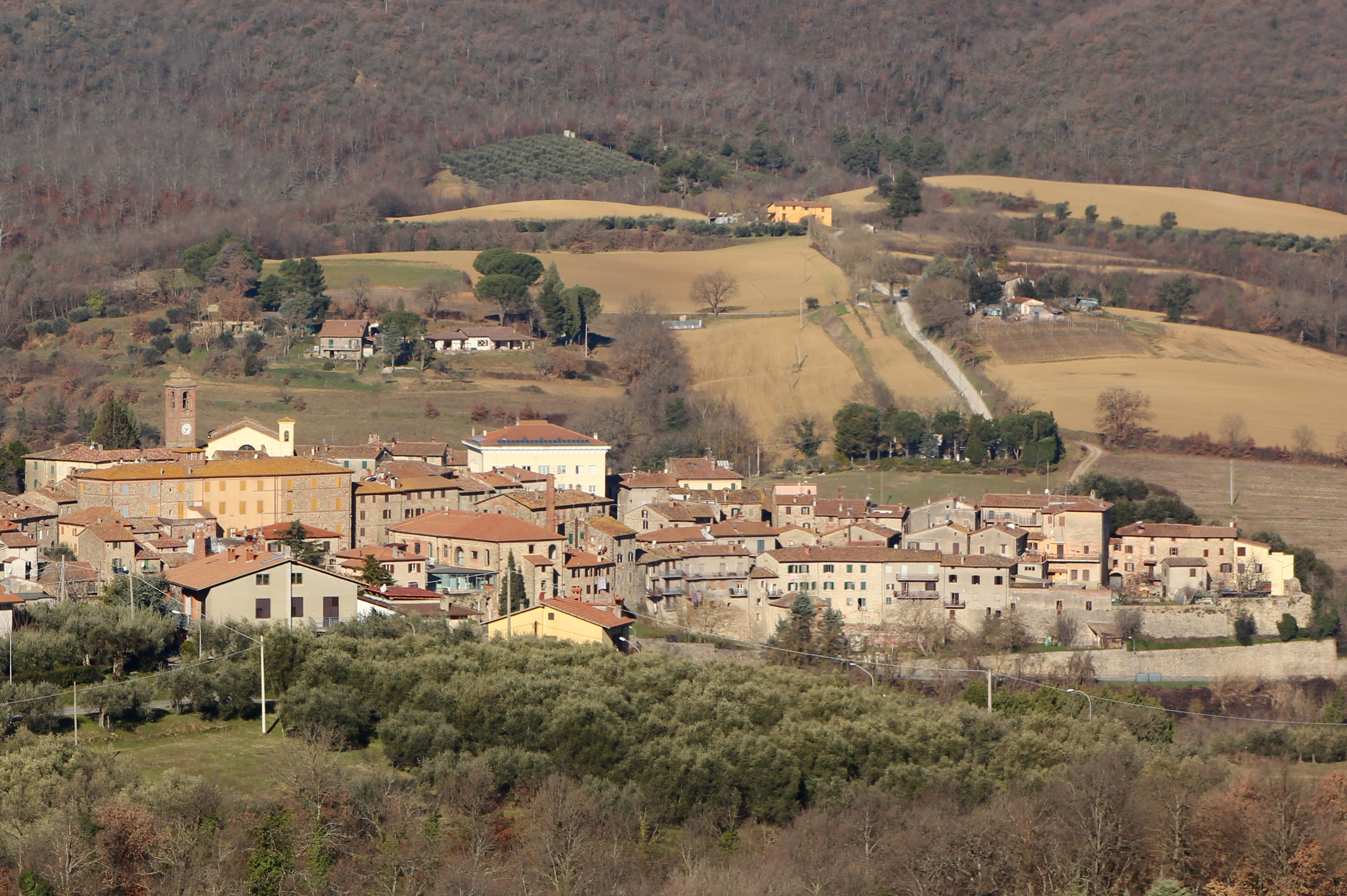
پیگارو، ایتالیا

پیگارو (به ایتالیایی: Piegaro) یک کومونه در ایتالیا است که در استان پروجا واقع شده‌است.

## خصوصیات
پیگارو ۹۹٫۰ کیلومترمربع مساحت و ۳٬۷۱۸ نفر جمعیت دارد و ۳۵۶ متر بالاتر از سطح دریا واقع شده‌است.